# Leptopeza setigera
Leptopeza setigera är en tvåvingeart som beskrevs av Mario Bezzi 1900. Leptopeza setigera ingår i släktet Leptopeza och familjen puckeldansflugor.
Artens utbredningsområde är Italien. Inga underarter finns listade i Catalogue of Life.